# William Whiting (Politiker, 1813)

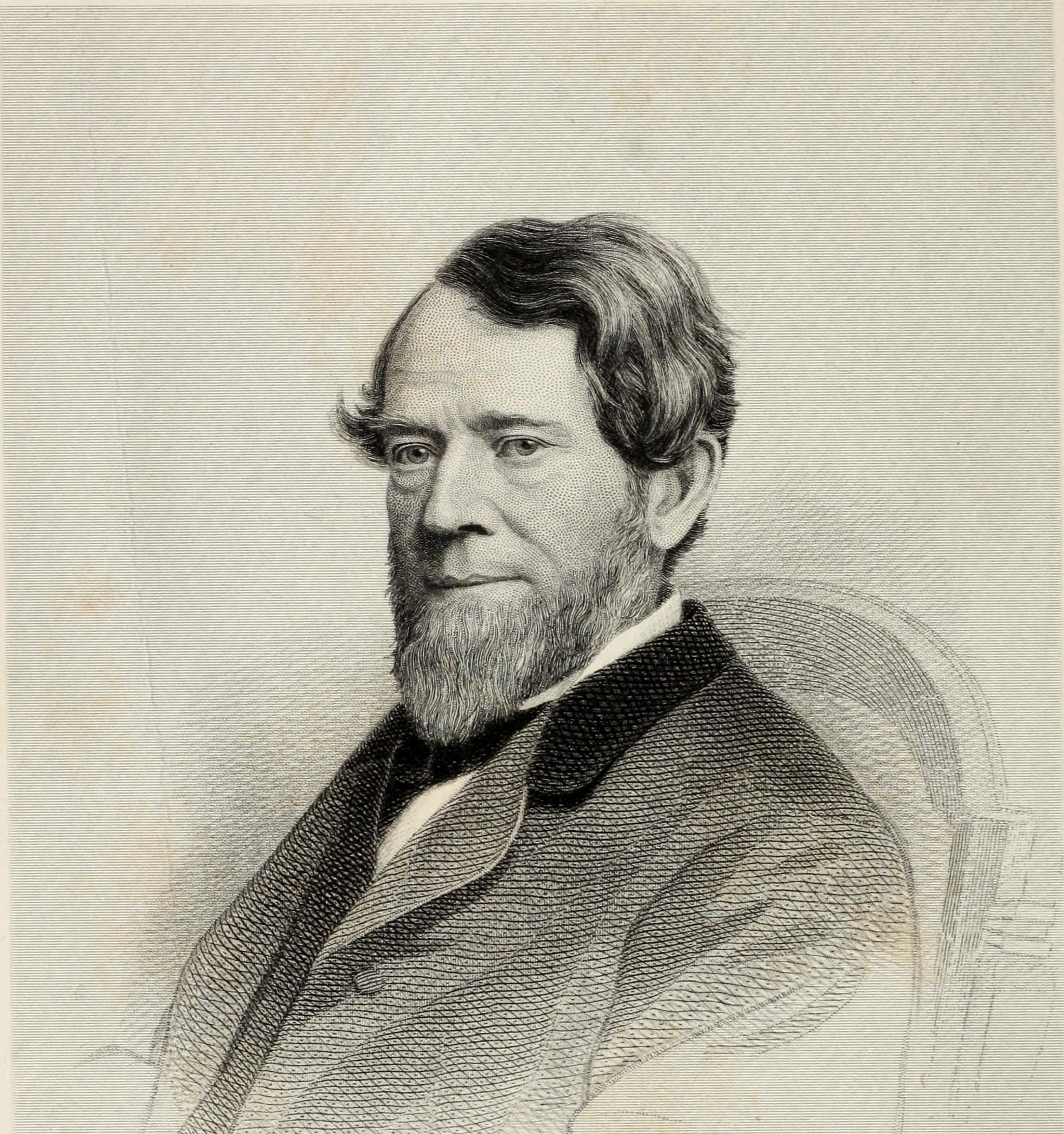
William Whiting

William Whiting (* 3. März 1813 in Concord, Massachusetts; † 29. Juni 1873 in Boston, Massachusetts) war ein US-amerikanischer Politiker. Im Jahr 1873 vertrat er den Bundesstaat Massachusetts im US-Repräsentantenhaus.

## Werdegang
William Whiting besuchte die Concord Academy und studierte danach bis 1833 an der Harvard University. Anschließend arbeitete er als Lehrer in Plymouth und Concord. Nach einem anschließenden Jurastudium in Harvard und seiner 1838 erfolgten Zulassung als Rechtsanwalt begann er in Boston in diesem Beruf zu arbeiten. Während des Bürgerkrieges arbeitete er zwischen 1862 und 1865 als Jurist für das Kriegsministerium. Politisch war er Mitglied der Republikanischen Partei.
Bei den Kongresswahlen des Jahres 1872 wurde Whiting im dritten Wahlbezirk von Massachusetts in das US-Repräsentantenhaus in Washington, D.C. gewählt, wo er am 4. März 1873 die Nachfolge von Ginery Twichell antrat. Er konnte dieses Mandat aber nur bis zu seinem Tod am 29. Juni 1873 ausüben. Danach wurde Henry L. Pierce zu seinem Nachfolger gewählt.